# Вулиця Тараса Шевченка (Луганськ)
Вулиця Тараса Шевченка (офіційно вулиця Шевченко Т. Г.) — вулиця в історичному центрі міста Луганськ. До 1913 року носила назву Банківська (рос. Банковская), у 1913-1917 роках — Романовська (рос. Романовская).